# Rey Enigma
Rey Enigma es un ajedrecista, creador de contenido y autor español de identidad desconocida. Ha jugado partidas contra figuras del ajedrez como Garri Kaspárov, Anatoli Kárpov, Magnus Carlsen, Hikaru Nakamura, Judith Polgár y Aleksandra Kosteniuk.
Tiene más de 3 millones de seguidores en TikTok, más de 2 millones de seguidores en YouTube, y más de medio millón en Instagram.
Además de publicar contenido en redes sociales, hace apariciones públicas en la calle, escuelas, torneos y otros lugares, donde juega partidas contra miembros del público.
Ha aparecido en el programa Got Talent España, donde jugó una partida contra Anatoli Kárpov.La partida terminó en tablas.

## Identidad
Rey Enigma mantiene su identidad en secreto usando una máscara y un disfraz de cuadros blancos y negros, a semejanza de un tablero de ajedrez, y un modulador de voz.
Sin embargo, en entrevistas ha dado algunos datos sobre su vida. Ha afirmado que aprendió ajedrez de su abuelo, a los 5 años. También ha contado que es un "jugador profesional que decidió ponerse el disfraz para dar a conocer este deporte y sus valores", y que sigue participando en torneos con su verdadera identidad.
También ha divulgado que solía trabajar en marketing digital, pero renunció a su empleo en septiembre de 2021, y que sólo ocho personas en el mundo conocen su edad. Se ha especulado que Rey Enigma podría ser David Antón, Pepe Cuenca, David Martínez, Roi Reinaldo o Miguel Santos.

## Obras
- Método Enigma. ALFAGUARA. 2022. ISBN 9788419191045.